# Ударник (Новосибирская область)
Уда́рник — деревня в Северном районе Новосибирской области России. Входит в состав Гражданцевского сельсовета.

## География
Площадь деревни — 59 гектаров.

## История
Основана в 1812 году. В 1928 году деревня Гражданцева состояла из 118 хозяйств, основное население — русские. В административном отношении являлась центром Гражданцевского сельсовета Ново-Троицкого района Барабинского округа Сибирского края.

## Население
| 2002 | 2007 | 2010 |
| ---- | ---- | ---- |
| 247  | ↘243 | ↘209 |

## Инфраструктура
В деревне по данным на 2007 год функционируют 1 учреждение здравоохранения и 1 учреждение образования.